# 의령 중동리 고분군
의령 중동리 고분군(宜寧 中洞里 古墳群)은 경상남도 의령군 의령읍에 있는 고분군이다. 1997년 12월 31일 경상남도의 기념물 제189호로 지정되었다.

## 개요
의령읍의 남산 정상부 서쪽 경사면에 일렬로 늘어선 4기의 큰 무덤이다.
오래전에 모두 도굴되어 돌방 안쪽이 노출되고, 봉토의 외형도 크게 무너져 있었던 것을 1993년에 발굴 조사하였다. 그 결과 1호분 안쪽은 구덩식돌덧널무덤(수혈식석곽묘)이고, 4호분은 굴식돌방무덤(횡혈식석실묘)임을 밝혀냈다.
의령 중동리무덤들은 이 지역 고대사를 밝혀 역사를 다시 조명할 자료로 매우 중요한 가치를 가진 유적이다.

## 참고 자료
- 의령 중동리 고분군 - 국가유산청 국가유산포털